# Gemeines Stockschwämmchen
Das Gemeine Stockschwämmchen (Kuehneromyces mutabilis, Syn.: Galerina mutabilis, Pholiota mutabilis)  ist eine Pilzart aus der Familie der Träuschlingsverwandten (Strophariaceae).

## Merkmale
Erkennungsmerkmale sind der deutlich gebuckelte, glänzende, drei bis sechs Zentimeter breite, zimt- oder honigfarbene bis rotbräunliche Hut, der im trockenen Zustand blasser ist. Der Hut ist hygrophan (bei Nässe fleckig werdend) mit gerieftem Rand. Die Lamellen sind zunächst blassbraun, später durch die Sporen ton- bis rostbraun bestäubt und laufen leicht am Stiel herab. Der dünne Stiel besitzt einen abstehenden Ring, den Rest eines Velum partiale (Teilhülle). Unterhalb dieses Rings ist der Stiel dunkel und sparrig-schuppig, oberhalb hellgelb. Das dünne Fleisch des Pilzes ist im Stiel rostbraun, im Hut heller. Der Pilz riecht angenehm pilzartig. Sind die Fruchtkörper nur geringem Licht ausgesetzt, bleiben die Fruchtkörper sehr kleinhütig, in völliger Dunkelheit unterbleibt die Bildung von Fruchtkörpern ganz.

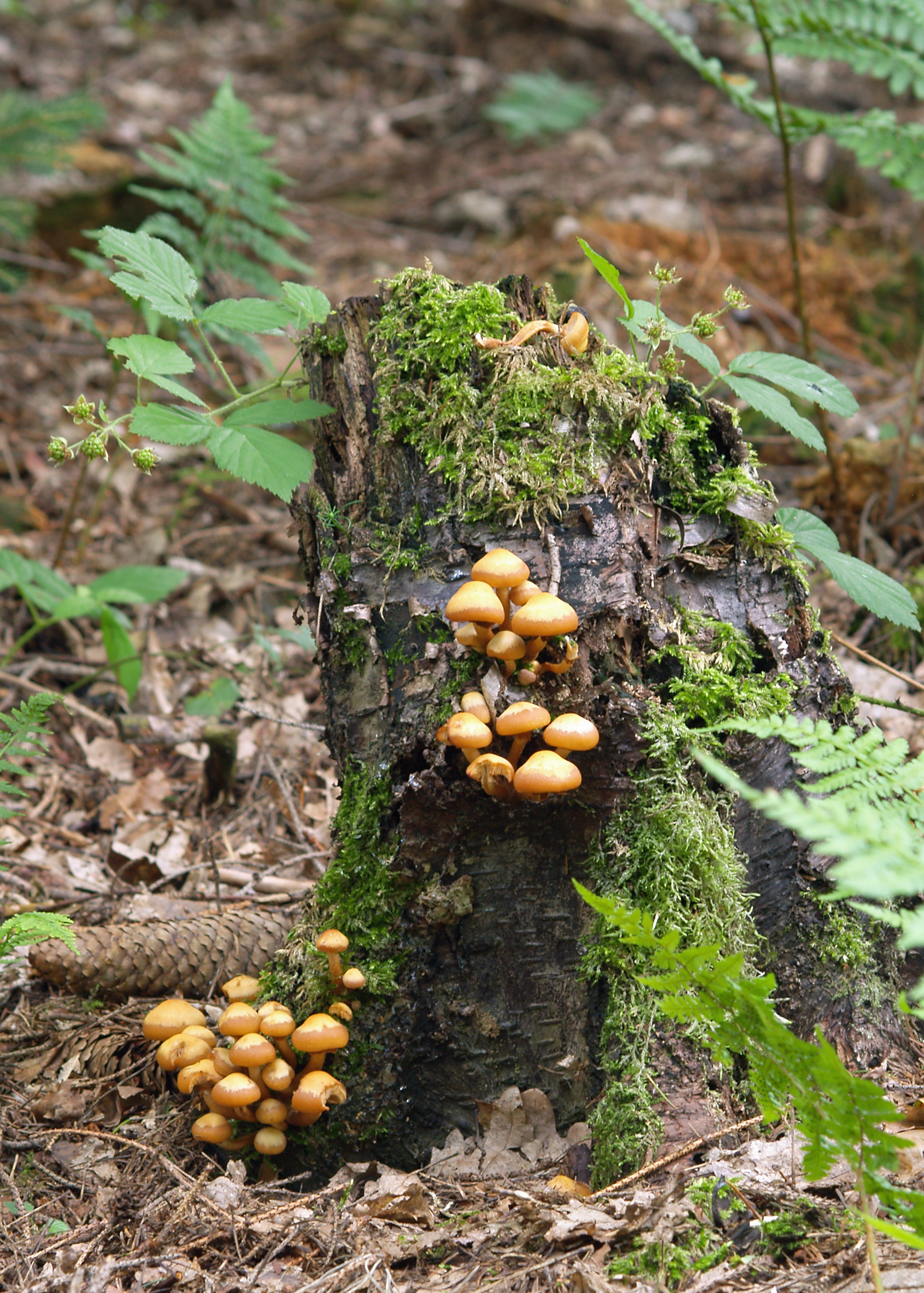
Stockschwämmchen an verrottendem Holz

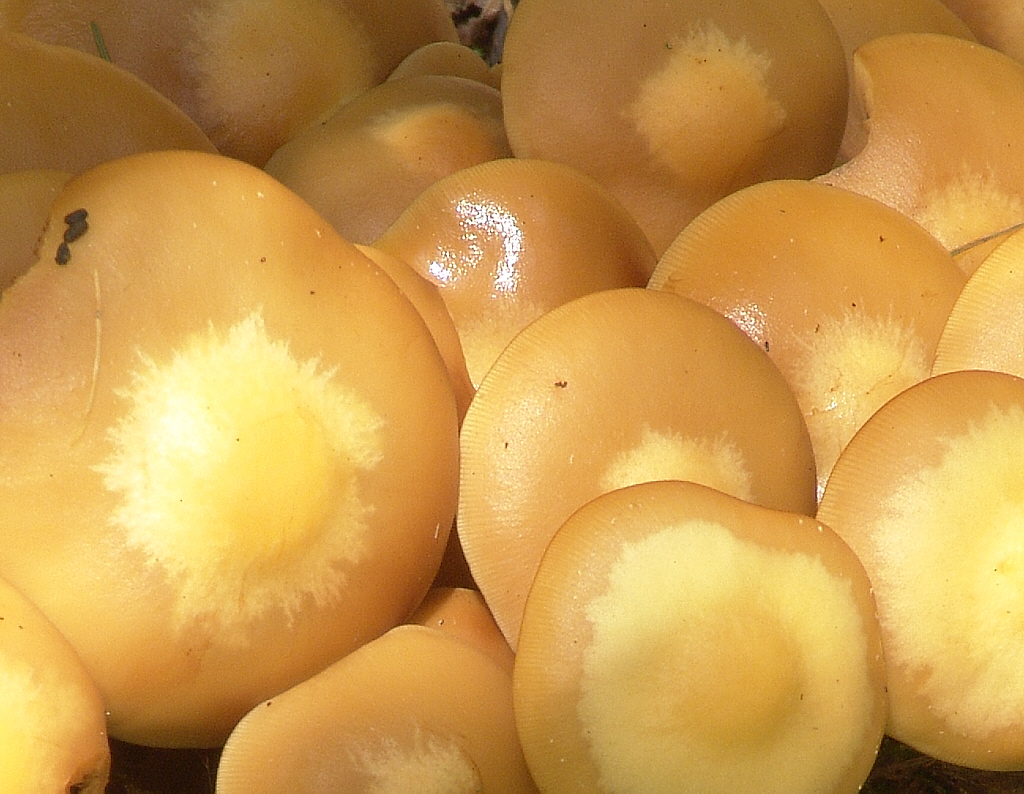
Typisches Merkmal der Stockschwämmchen-Hüte ist die hygrophane Zone, die den trockenen Buckel ringförmig umgibt

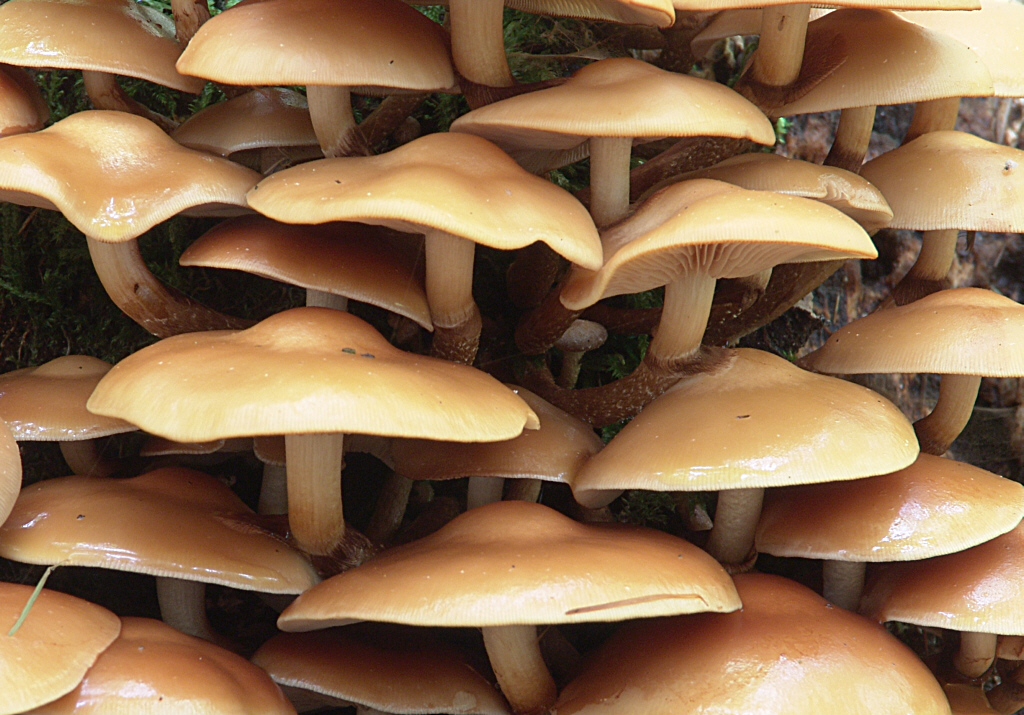
Stockschwämmchen an einem Laubholzstrunk

## Ökologie
Das Gemeine Stockschwämmchen ist ein saprobiontischer Bewohner von Laub- und Nadelholz, wobei in tieferen Lagen vorrangig Laub-, in höheren Lagen Nadelholz bevorzugt wird. Die Art bewohnt besonders morsche Strünke, Stümpfen und liegende Stämme, bestimmte Böden und Waldtypen werden nicht bevorzugt. Die Fruchtkörper erscheinen in Mitteleuropa von Mai bis November, meist jedoch im Herbst, bei milder Witterung auch ganzjährig.

## Verbreitung
Das Gemeine Stockschwämmchen ist in Australien, Asien (im Kaukasus, Sibirien und Japan), Nordamerika sowie Europa verbreitet. In Europa ist es von Südeuropa bis Island und Skandinavien verbreitet. In Deutschland ist es überall häufig.

## Bedeutung
Das Gemeine Stockschwämmchen ist ein beliebter Speisepilz. Es kann leicht mit dem tödlich-giftigen Nadelholz- oder Gifthäubling (Galerina marginata) verwechselt werden, mit dem es sogar gemischte Rasen auf einem Substrat bilden kann, daher ist jeder Pilz einzeln zu bestimmen. Auch eine Verwechslung mit anderen giftigen Häublingen ist möglich. Das Sammeln von Stockschwämmchen zu Speisezwecken erfordert daher große Erfahrung. Das Gemeine Stockschwämmchen kann auf Holz gezüchtet werden. Das Japanische Stockschwämmchen (Pholiota nameko) ist ein Angehöriger der nahe verwandten Gattung Schüpplinge (Pholiota).